# Коллетт, Мария
Мари́я Колле́тт (англ. Maria Collett, имя при рождении — Мари́я Дзана́ки (греч. Μαρία Τζανάκη, англ. Maria Tzanakis); род. 21 июля 1974, Афины, Греция) — американский политик-демократ, член Сената Пенсильвании. Первый представитель греческой общины США, избранный в Сенат Пенсильвании.

## Биография
Родилась в семье греческого иммигранта Эммануила Дзанакиса и американки Джанет Расселл. Марии было около четырёх лет, когда её семья эмигрировала из Греции в США. Имеет старшего брата Джорджа Дзанакиса.
Окончила Мэрилендский университет в Колледж-Парке со степенью бакалавра английского языка и литературы, юридическую школу Ратгерского университета со степенью доктора права (1999) и Колледж медсестёр и медицинских работников Университета Дрекселя со степенью бакалавра в области ухода за больными (2009).
Карьеру начинала в качестве заместителя генерального прокурора в округе Камден (Нью-Джерси). Представляла интересы детей, ставших жертвами жестокого обращения и остатвшихся без опеки.
Работала медсестрой в Брэкенриджской больнице (2009—2012) и Больнице Святого Луки (2012—2014), а также в компании Genesis HealthCare (2014—2015).
С 2015 года — медсестра-инструктор программы Медикейд и разработчик учебных курсов в компании Aetna.
С 2019 года — член Сената Пенсильвании.

## Личная жизнь
Замужем за Леном Коллеттом, адвокатом по профессии, в браке с которым имеет сына Августа. Семья проживает в тауншипе Нижний Гвинед (Монтгомери, Пенсильвания).